# Операция под фалшив флаг
Операция под фалшив флаг е операция под прикритие, провеждана от правителство, корпорация или други организации, имаща за цел да изглежда, че е дело на други организации. Името произлиза от военното понятие „вдигане на фалшиви цветове“, т.е. на знаме на страна, която не е собствената. Тези операции не са ограничени до войната и мерките срещу партизани, а са използвани и в мирно време, например в италианската стратегия на напрежението.

## Операции под фалшив флаг, използвани като претекст за война
На 31 август 1939 под ръководството на 28-годишния офицер Алфред Науйокс в германска радиостанция в Глайвиц, Горна Силезия (дн. Гливице в Полша) нахлуват шестима войници от нацистката СС. Те излъчват на полски език 4-минутно послание, призоваващо към въоръжени действия срещу нацистка Германия. Нацистите представят акцията като дело на поляци, като за правдоподобност оставят на мястото труп на полски цивилен гражданин. Целта е предвиденото нападение над Полша в сутрешните часове на 1 септември, с което фактически започва Втората световна война, да бъде представено като неизбежна защита от страна на Германия.
През 1953 г. американците и британците оркестрират операция Аякс, използвайки операции под фалшив флаг и пропаганда срещу демократично избрания водач на Иран Мохамед Мосадек. Информацията относно подкрепения от ЦРУ държавен преврат е декласифицирана и в по-голямата си част е достъпна от архивите на ЦРУ.
През 1954 г. Израел организира бомбени атентати в Кайро срещу американски и британски цели, за да създаде неприятности между Египет и Запада. Операцията, наречена по-късно афера Лавон, струва на израелския министър на отбраната Пинхас Лавон поста му. Израел признава отговорността за операцията (известна там като „Нещастната афера“) през 2005 година.
През 1962 г. американското министерство на отбраната планира операция Нортуудс за създаване на претекст за нападение срещу Куба, включваща отвличане на пътнически самолет, потопяването на американски кораб, изгаряне на реколтата и обвиняването за това на кубинците. Планът е изработен от шефовете на генералния щаб, отрязан от президент Джон Ф. Кенеди и „осветен“ посредством Закона за свобода на информацията от Джеймс Бамфърд.
През 1992 година Азербайджанската армия извършва клане на стотици свои мирни граждани край град Ходжали, което е приписано на арменските формирования, воюващи за освобождението на Арцах, с цел да демонизира Армения пред международната общност и мобилизира Азербайджанското общество за войната против Арменците в Арцах.
Според някои алтернативни теории за атентатите от 11 септември 2001 г. в САЩ, атентатите са операция под фалшив флаг.

## В шпионажа
В шпионажа техниката „фалшив флаг“ се използва, за да се вербуват хора за шпиониране или за да се откраднат критично важни документи, като се убедят, че свързалите се с тях работят за приятелско или за собственото им правителство. Техниката може да се използва и за залавяне на шпионин като лоялен агент се представи за шпионин от другата страна и се обърне към някой заподозрян в шпионаж.
През 2008 г. Тай Шен Куо е обвинен, че провежда шпионаж за Китай, докато се представя за работещ за Тайван.

## Граждански употреби

### В бизнеса
В бизнеса и маркетинга се използват подобни операции в някои кампании за връзки с обществеността. Телемаркетинг фирми практикуват подобно поведение, когато се представят за фирми за проучване на пазара. В някои редки случаи членове не непопулярен бизнес унищожават тяхното собствено имущество, за да прикрият несвързано престъпление (нарушения на сигурността, присвояване на пари и др.), но го правят да изглежда сякаш разрушението е извършено от идеологическа група, която им се противопоставя.

### В политически кампании
Политическите кампании имат дълга история на употребата на тази тактика в различни форми, включително лично, чрез печатни медии или в последните години електронно. Например поддръжници на един кандидат може да се представят за поддръжници на друг или да позират като „чучела“, с които техния кандидат да води дебат. Това може да се случи със или без знанието на кандидата.
През 2006 г. са разкрити хора, които вършат дейност под фалшив флаг в Ню Хампшър и Ню Джърси, след като коментари на блог, твърдящи, че са от поддръжници на политически кандидат, са проследени до IP адреса на платени служители на кампанията на опонента му.

### Идеологична употреба
Политически и религиозни идеолози понякога използват действия, представени за чужди. Това може да се направи, за да се дискредитира съпернически групи, да се създаде възприятие на заплаха от враг, който не съществува, или илюзията на организирана и насочена опозиция, когато всъщност идеологията просто е непопулярна в обществото.
В късната 2007 г. поредица от свастики и друг антиеврейски вандализъм се появва на вратата на студентка от еврейски произход в университета „Джордж Вашингтон“. Полицията поставя камера и открива, че вандализмът е дело на самата студентка. Студентката твърди, че първият инцидент е бил истински (дело на неизвестен извършител), а тя е извършила останалите инциденти, за да привлече внимание към бездействието на университета.

## Терористични операции под фалшив флаг
По време на италианската стратегия на напрежението, в която няколко бомбени атентати, приписвани на крайнолеви организации, всъщност са дело на крайнодесни организации със съдействието на италианските тайни служби (вж. Операция Гладио, атентат на Пиаца Фонтана през 1969 г., атака в Петеано от Винченцо Винчигера през 1972 г., опит за убийство на бившия вътрешен министър Мариано Румор през 1973 г., клането в Болоня през 1980 г., и разните разследвания, например от Гуидо Салвини).
През нощта на 27 февруари 1933 г. е запален Райхстагът в Берлин. По искане на канцлера Хитлер президентът Хинденбург издава на следващата сутрин извънреден декрет „За защита на народа и държавата“, който казва: „Ограниченията на личната свобода, на правото на свободно изразяване на мнение, включително свободата на пресата; на правото на събиране и съюзяване; и нарушаването на поверителността на пощенските, телеграфните и телефонни комуникации и постановления за претърсване на домове, заповеди за конфискуване и ограничение на собствеността, също за позволени отвъд предвидените ограничения на закона.“ Въпросът кой е запалил Райхстага все още се дебатира.